# Subprime-Markt

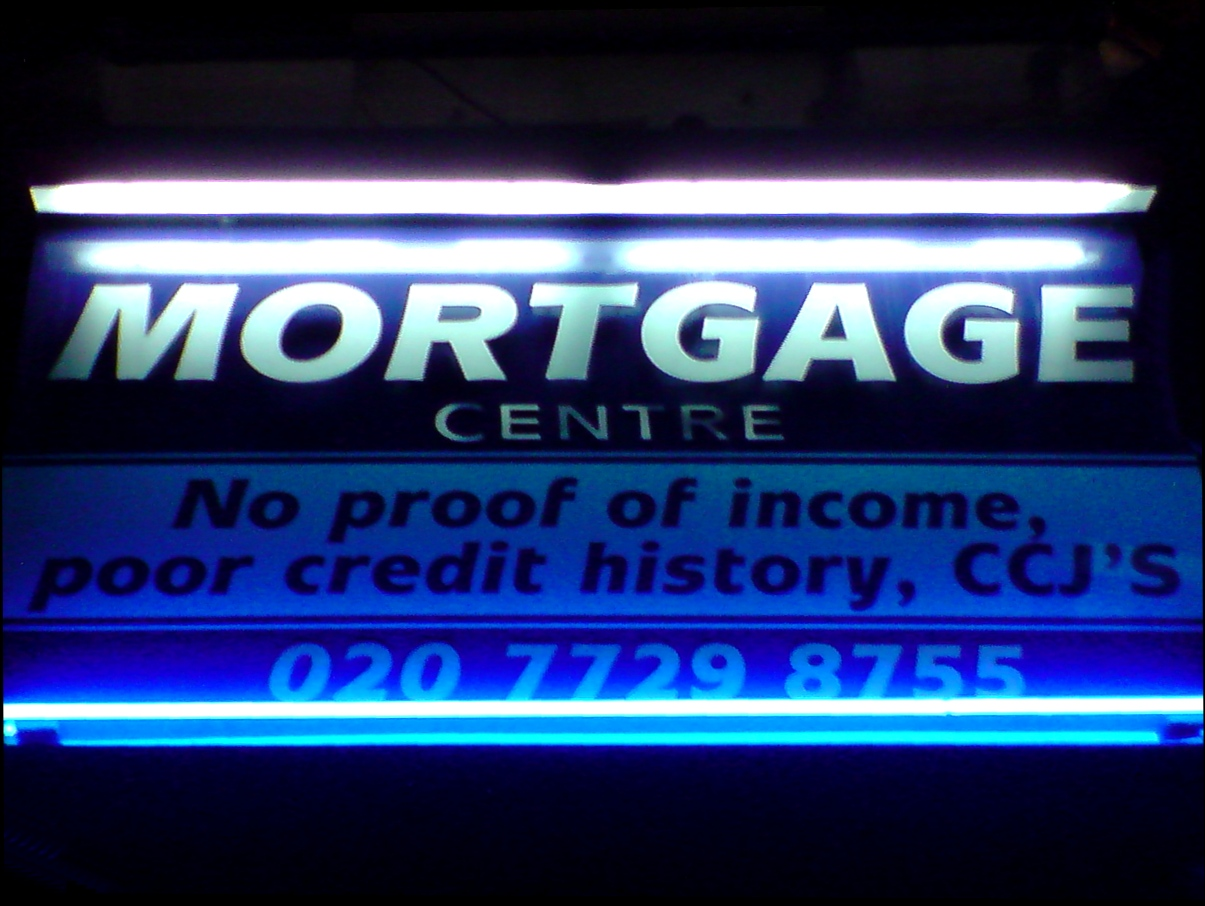
Werbung eines Hypothekenmaklers für Kreditnehmer mit geringer Bonität

Als Subprime-Markt (englisch subprime market) wird ein Teilmarkt des Kreditmarkts in den USA bezeichnet, auf dem Kreditnachfrager mit geringer Kreditwürdigkeit (englisch subprime borrowers; deutsch „zweitklassige Schuldner“) Hypothekendarlehen bei Hypothekenbanken beantragen.

## Allgemeines
Kreditnehmer erstklassiger Bonität (englisch prime borrowers) bilden einen weiteren Teilmarkt und zahlen niedrigere Kreditzinsen, weil die Banken hierin wegen des geringeren Kreditrisikos eine geringere Risikoprämie in den Kreditzins einpreisen. Geringe Kreditwürdigkeit weisen Kreditnehmer mit niedrigem Einkommen, negativer Kreditbiografie (schlechte Bankauskunft, Zahlungsverzug führt zu notleidenden Krediten, eingeleitete Zwangsversteigerung) oder schlechtem Kreditscoring auf. Hieraus resultiert für die Kreditgeber ein hohes Kreditausfallrisiko oder Insolvenzrisiko, das in der Bankkalkulation mit einer höheren Risikoprämie berücksichtigt wird.
Der Begriff „subprime“ entstand 1993 zunächst in den USA, später verbreitete er sich auch in anderen englischsprachigen Staaten.

## Entwicklung
Das Marktwachstum auf dem US-Subprime-Markt war seit 2001 erheblich. Sein Marktanteil am gesamten Hypothekenmarkt betrug dort im Jahre 2001 knapp 5 %, 2006 über 14 % und machte etwa 20 % aller Neugeschäfte aus. Zurückzuführen war dieses Wachstum insbesondere auf das Niedrigzinsniveau, das durch die sukzessive Anhebung des US-Leitzinses ab Juni 2004 endete. Über zwei Drittel aller Subprime-Kredite wiesen einen variablen Zins auf und waren deshalb mit einem Zinsänderungsrisiko verbunden, während auf dem Prime-Markt dieser Anteil bei rund einem Drittel lag. Das Wachstum wurde auch durch den starken Wettbewerb der Hypothekenbanken begünstigt, die ihre Kreditvergabepraxis lockerten und dadurch ihre Risikofreude erhöhten. Teilweise wurde den Kreditnehmern eine mit einem hohen Finanzrisiko verbundene Vollfinanzierung gewährt, zumal diese Bevölkerungsschicht meist über kein Eigenkapital verfügte.
Als Folge des Marktwachstums intensivierte sich die Verbriefung der Hypothekendarlehen durch Collateralized Mortgage Obligations (CMO), Collateralized Debt Obligations (CDO), hypothekenbesicherten Wertpapiere und deren Ausgliederung (Outsourcing) aus den Bankbilanzen in von diesen unabhängige Zweckgesellschaften. Durch diese Rekapitalisierung waren die Hypothekenbanken wieder aufnahmefähig für weitere Neugeschäfte.
Der Handel mit CMOs oder CDOs auf dem Sekundärmarkt wurde dadurch begünstigt, dass die Ratingagenturen wegen der hohen Granularität sowie einem Credit Enhancement der Portfolien durchweg gute Ratings vergaben, wobei sie aber das hohe systematische Risiko (Wertminderung der Immobilien, Hochzinsniveau) unterschätzten. Seit Dezember 2007 waren die Ratings für CMOs oder CDOs deutlich günstiger als deren Credit Spreads, was auf eine bestehende Divergenz in der Risikobewertung beim Rating hinwies. Der Wertpapierhandel mit CMOs und CDOs hat ein bis dahin rein US-amerikanisches Risiko internationalisiert.
Die entstehende Immobilienblase führte zu rückläufigen Immobilienpreisen, der sukzessive Anstieg der Leitzinsen bewirkte ein steigendes Zinsniveau. Beide erhöhten das Finanzrisiko der Banken: Die rückläufigen Immobilienpreise wirkten sich negativ auf den Beleihungswert der Immobilien aus (so dass eine etwaige Verwertung einen Verlust erbringen würde), die erhöhten Kreditzinsen führten zu einer noch stärkeren Belastung der ohnehin niedrigen Einkommen. Die Ausfallverlustquote verdoppelte sich von 6 % im Juni 2005 auf 12 % im Januar 2007. Die drastische Zunahme der Zwangsversteigerungen (englisch foreclosures) führte zu Forderungsausfällen, durch die einige US-Hypothekenbanken in Konkurs gerieten. Dies war die Hauptursache für die Finanzkrise ab 2007, die sich über Contagion-Effekte zur Weltfinanzkrise 2007–2008 ausweitete. Die für die Regulierung zuständige US-Aufsichtsbehörde Federal Housing Finance Agency  meldete 2010, dass gegen 64 Emittenten von Verbriefungen Bußgelder verhängt worden sind.

## Marktteilnehmer
Kreditnachfrager sind die Privathaushalte, das Kreditangebot stammt von den Hypothekenbanken. Zum Subprime-Markt gehören als Handelsobjekte auch die verbrieften forderungsbesicherten Anleihen, die als CDOs oder CMOs auf den Kapitalmarkt gelangten. Die Ratings jener Anleihen lagen deutlich über den Kreditscorings der Hypothekenkunden, was die Ratingagenturen mit der hohen Granularität im Portfolio begründeten. Diese Anleihen konnten durch institutionelle Anleger erworben werden. Marktpreis ist der Marktzins, während Rendite – und noch mehr – der Credit Spread das hohe Finanzrisiko der Gläubiger reflektierten.

## Wirtschaftliche Aspekte
Als eine wichtige betriebswirtschaftliche Kennzahl gilt in diesem Zusammenhang die Schuldendienstquote (englisch debt-to-income-ratio; {\displaystyle DTI}), also welcher Prozentsatz des monatlichen Bruttoeinkommens {\displaystyle Y} eines Privathaushaltes für den monatlichen Schuldendienst {\displaystyle SD} (Kreditzins und Tilgung) verwendet wird:
{\displaystyle DTI={\frac {SD}{Y}}\cdot 100}.
Sie soll 40 % des Brutto-Einkommens nicht überschreiten; mindestens 60 % des Brutto-Einkommens verbleibt damit für die restliche Lebensführung übrig. Gleichzeitig soll die Eigenkapitalquote (englisch loan-to-value-ratio) mindestens 10 % betragen. Alle Faktoren werden zu einem Kreditscore zusammengefasst. Er soll auf einer Skala von 300 bis 850 mindestens 620 Punkte erreichen. Darlehen mit einem Kreditscore unter 620 nennt man „subprime loans“.
Die Kreditwürdigkeit eines Kreditnehmers verändert sich während der Kreditlaufzeit. Wesentliche Parameter sind die Immobilienpreise und das Zinsniveau. Sinken die Immobilienpreise (wie nach der Immobilienblase in den USA ab August 2007), führt dies zu Wertminderungen bei Wohn- und Gewerbeimmobilien, wodurch sich deren Beleihungswerte verringern. Für das US-Bankwesen ergeben sich hieraus Marktrisiken, weil ein etwaiger Verwertungserlös der Immobilie möglicherweise die Restkredite nicht mehr decken kann. Steigt parallel das Zinsniveau, so verschlechtert sich die Schuldendienstquote, wodurch sich insgesamt das Kreditrisiko erhöht.
Die Finanzkrise ab 2007 hat gezeigt, wie vulnerabel die verheißene – und durch Ratingagenturen bestätigte – Anlegersicherheit bei Asset-Backed-Securities-Anleihen (CDOs/CMOs) tatsächlich sein kann. Ähnlich ist die Situation bei einem Hochzinsniveau, weil viele Kreditnehmer ihre Kreditzinsen nicht mehr bezahlen können und damit das Portfolio treffen. Derartige Anleihen weisen daher ein sehr hohes Anlagerisiko auf und gehören zur schlechtesten Anlageklasse, was sie nur für risikofreudige Anleger der höchsten Risikoklasse attraktiv macht.

## Sonstiges
Unter dem Begriff Subprime-Markt wird fälschlicherweise auch der Ausdruck Non-conforming-(Hypotheken)-Markt verstanden. In den USA und Großbritannien werden diese beiden Teilmärkte allerdings deutlich unterschieden. Kreditnehmer mit geringer Bonität, die ihr Hypothekendarlehen vertragsgemäß bedienen, fallen in das Subprime-Marktsegment. Hypothekendarlehen, welche nicht den marktüblichen Standards insbesondere im Bereich Beleihungsauslauf (englisch loan-to-value-ratio), Kreditlaufzeit oder Darlehensbetrag genügen, fallen in das Non-conforming-Segment.